# Gene Harris
Eugene Harris (Benton Harbor, Michigan, 1 de setembre de 1933 - Boise, Idaho, 16 de gener de 2000) fou un pianista de jazz estatunidenc.

## Biografia
Des de la seva joventut va liderar el seu propi grup, tocant en emissores de ràdio d'Idaho. No fou fins al seu llicenciament del servei militar, el 1956, cuan funda el seu propi grup, The Three Sounds, un trio junt amb Andy Simpkins (contrabaix) i Bill Dowdy (bateria).
El 1958 el grup es trasllada a Nova York i grava un important nombre de discos amb Blue Note i Verve, obtenint un cert èxit comercial, dins de l'estil que s'anomenà funky jazz.
El trio es va mantenir durant dècades, fent freqüents gires al llarg dels Estats Units i seguint amb un fort ritme de gravacions.
El 1974 amplia la formació fins format un sextet, encara que paral·lelament comença a treballar com acompanyant d'altres artistes, com ara Ray Brown el 1987, amb qui van fer una gira per Europa.